# Ferenc Harrer

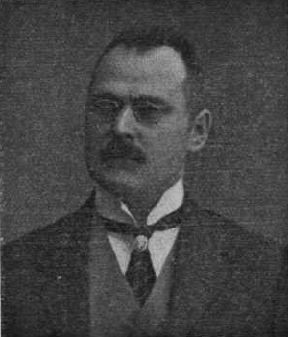
Ferenc Harrer

Ferenc Harrer (Boedapest, 2 juni 1874 - aldaar, 21 november 1969) was een Hongaars politicus, die korte tijd minister van Buitenlandse Zaken was in 1919. 

## Biografie
Hij was de zoon van Pál Harrer, de enige burgemeester van Óbuda. In 1896 behaalde hij zijn doctoraat in de rechtswetenschappen en in 1911 werd hij hoofd van de afdeling stadsontwikkeling. In deze hoedanigheid werkte hij een plan uit voor de ruimere omgeving van Boedapest. Vanaf 1914 doceerde hij aan de Jozefsuniversiteit voor Toegepaste Wetenschappen.
In 1917 werd hij regeringscommissaris voor de wederopbouw van de afgebrande stad Gyöngyös, een functie die hij twee jaar zou uitoefenen. In 1918 was hij waarnemend burgemeester van Boedapest en eind dat jaar werd hij lid van de Hongaarse Nationale Raad, de raad die pas opgerichte Democratische Republiek Hongarije bestuurde na de Asterrevolutie. In november werd hij door Mihály Károlyi benoemd tot ambassadeur in Wenen. Begin 1919 was hij twee maanden lang minister van Buitenlandse Zaken ad interim in de regering-Berinkey. Met de oprichting van de Hongaarse Radenrepubliek was hij echter gedwongen dit ambt neer te leggen.
Harrer keerde in 1925 terug in het politieke leven en zetelde in verschillende raden en commissies. Vanaf 1934 was hij lid van het Magnatenhuis.